# Allodape mucronata
Allodape mucronata är en biart som beskrevs av Smith 1854. Allodape mucronata ingår i släktet Allodape och familjen långtungebin. Inga underarter finns listade i Catalogue of Life.